# VM i snooker 1952
VM i snooker 1952 var den sista VM-turneringen i snooker som anordnades av förbundet BA&CC (Billiards Association and Control Council). Efter missnöje bland spelarna med hur förbundet sköttes, blev det bara två spelare som deltog i detta års VM, australiensaren Horace Lindrum och nyzeeländaren Clark McConachy. De spelade en match över 143 frames i Houldsworth Hall i Manchester, England, Storbritannien..
Övriga toppspelare avstod förbundets VM-turnering, och spelade istället den nystartade World Matchplay, som blev ansett som det "riktiga" VM:et detta år. Lindrum räknas dock som världsmästare i den officiella statistiken.

## Resultat
Horace Lindrum 94 - 49  Clark McConachy